# 小叶忍冬
小叶忍冬（学名：Lonicera microphylla）是忍冬科忍冬属的植物。分布在西伯利亚、印度、蒙古、中亚、阿富汗以及中国大陆的内蒙古、青海、甘肃、河北、西藏、山西、宁夏、新疆等地，生长于海拔1,100米至4,050米的地区，见于干旱多石山坡、河谷疏林下、灌丛中、草地及林缘，目前尚未由人工引种栽培。
其种加词microphylla，意为“小叶的”。